# نیکلا
نیکلا (به مجاری:  Nikla) یک منطقهٔ مسکونی در مجارستان است که در ناحیه مارتسالی واقع شده‌است. نیکلا ۲۳٫۳۵ کیلومتر مربع مساحت و ۷۱۴ نفر جمعیت دارد.